# دید سیتی نورث (فلوریدا)
دید سیتی نورث (به انگلیسی: Dade City North) یک منطقهٔ مسکونی در ایالات متحده آمریکا است که در شهرستان پاسکو، فلوریدا واقع شده‌است. دید سیتی نورث ۴٫۷ کیلومتر مربع مساحت و ۳٬۳۱۹ نفر جمعیت دارد.